# Vierge Gualino
La Vierge Gualino  (en italien, Madonna Gualino) est une peinture a tempera et or sur bois, peinte par Cimabue, autrefois attribuée à Duccio di Buoninsegna, artiste italien de la fin du Moyen Âge. Le tableau est conservé dans la galerie Sabauda de Turin, en Italie.
Peint peu après la Maestà du Louvre, ce panneau rend visible l'évolution rapide de la manière de peindre de Cimabue à ce moment, sans doute stimulé par ses contacts avec le jeune Duccio. L'Enfant paraît plus naturellement vivant que sur la Maestà car il s'élance vers sa mère. On peut aussi distinguer, derrière eux, un tissu dont le décor est composé d'aigles et de pseudo-inscriptions : ce tissu est similaire à celui de la Maestà du Louvre

## Histoire
La provenance du panneau est inconnue. En 1910, il a été vendu sur le marché des antiquaires de Florence, couvert par un repeint du XVIe siècle, qui a été supprimé en 1920. En 1925, il a été acquis par l'entrepreneur et collectionneur turinois Riccardo Gualino qui, en 1930, l'a prêté à la Galerie Sabauda. De 1933 à 1959 il part à Londres, puis il est retourné dans le musée turinois.

## Sources
- Collectif, Cimabue : Aux origines de la peinture italienne, Louvre et Silvana Editoriale, 2025, 280 p., 23 x 29 cm (ISBN 9788836658848)
- Duccio : Siena fra tradizione bizantina e mondo gotico, Milan, Silvana Editore, 2003, 603 p. (ISBN 88-8215-679-6)